# Odontostomum
Odontostomum es un género de plantas fanerógamas perteneciente a la familia de las tecofileáceas. Comprende una única especie nativa de California (Estados Unidos), Odontostomum hartwegii. 

## Descripción
Es una planta herbácea perennifolia con cormo de 2.5-3 cm, ovoide. El tallo alcanza un tamaño de 12-50 cm , generalmente ramificado. Las hojas en su mayoría basales, de 10-30 cm, lineales. La inflorescencia en forma de panícula o racimo; con brácteas de 3-10 mm, lineares , escariosas ; con pedicelos de 3-30 mm. Los pétalos de color blanco a amarillento, en forma de tubo de 5.4 mm, muy veteado. El fruto es una cápsula con semillas obovoides de color marrón. Tiene un número de cromosomas de: n = 10.

## Distribución y hábitat
Se encuentra en suelos de arcilla, a menudo suelos de serpentina a una altitud de <600 metros en las laderas del N & C de Sierra Nevada.

## Taxonomía
Odontostomum hartwegii fue descrita por Torr. y publicado en Reports of explorations and surveys : to ascertain the most practicable and economical route for a railroad from the Mississippi River to the Pacific Ocean, made under the direction of the Secretary of War 4(5): 150, en el año 1857.